# Bob Escoffier
Pour les articles homonymes, voir Escoffier.
Robert Escoffier, dit Bob Escoffier, né le 20 mai 1949 à Bois-Colombes, est un navigateur et le fondateur de la société Étoile marine croisières.

## Biographie
Bob Escoffier est skipper professionnel à Saint-Malo depuis 1989.
Capitaine 200, il détient le record de la traversée de Guernesey-Cancale en Doris de Terre-Neuve en 18 h et 14 minutes.
En mars 2010, il est élu président de la Société nautique de la baie de Saint-Malo (SNBSM),, l'un des premiers clubs nautiques français, fondé en 1848.
Bob Escoffier a fait naviguer, entre autres, la goélette Étoile de France, le ketch Étoile Polaire, le dundee Étoile Molène et la frégate corsaire Étoile du Roy. 
Le 16 juillet 2014, il cède sa société Étoile marine croisières à Thierry Résibois , qui la cédera, l'année suivante, à Wilfrid Provost.
En 2018, il a écrit avec Serge Herbin sa biographie dans le livre, La Mer pour horizon, paru aux éditions City.
En septembre 2018, il rachète le trois-mâts barque Kaskelot et le rebaptise Le Français. Il est actuellement le propriétaire de la société Bob Escoffier maritime qui loue des navires avec équipages professionnels à partir de Saint-Malo.
Lors de la Route du Rhum 2018, il abandonne le 11 novembre à la suite d'une fuite d'eau de son bateau Kriter V - Socomore - Queguiner

### Famille
Bob Escoffier est le père de Servane Escoffier, skipper de course au large.
Il est le frère de Franck-Yves Escoffier.

## Palmarès

### Route du Rhum, en solitaire
- 1994 : abandon sur l’Étoile Molène, thonier dundee de 25 m[7]
- 1998 : 23e sur Adecco Étoile Filante, catamaran de 60 pieds[8]
- 2002 : 6e de la classe 2 sur un monocoque de 50 pieds, Adecco Étoile Horizon[9] ; porte assistance à Karine Fauconnier au large de Madère[10]
- 2014 : abandon et naufrage sur un monocoque en class RHUM de type Sydney 60, Groupe Guisnel, le marin est hélitreuillé au large du cap Finistère
- 2018 : abandon sur Kriter V Socomore Queguiner[11]

### Transat Jacques Vabre, en double
- 2001 : sur Adecco Étoile Horizon avec Christian Macé - abandon à la suite d'une chute à bord
- 2003 : sur Adecco Etoile de Dinan, monocoque 60 pieds Open, ancien bateau de Loïck Peyron (Fujicolor III), et de Jean Maurel (Aigle), avec sa fille Servane Escoffier (12e place)
- 2005 : sur Adecco Etoile Horizon avec Gérard Faye